# Kanton Nozeroy
Der Kanton Nozeroy war bis 2015 ein französischer Wahlkreis im Département Jura und in der damaligen Region Franche-Comté. Er umfasste 26 Gemeinden im Arrondissement Lons-le-Saunier; sein Hauptort (frz.: chef-lieu) war Nozeroy. Die landesweiten Änderungen in der Zusammensetzung der Kantone brachten im März 2015 seine Auflösung, die Gemeinden wurden dem erheblich erweiterten Kanton Saint-Laurent-en-Grandvaux zugeordnet. Vertreter im conseil général des Départements war zuletzt von 2011 bis 2015 Serge Outrey.

## Gemeinden
| - Arsure-Arsurette - Bief-du-Fourg - Billecul - Censeau - Cerniébaud - Charency - Communailles-en-Montagne - Conte - Cuvier - Doye - Esserval-Combe - Esserval-Tartre - La Favière | - Fraroz - Gillois - La Latette - Longcochon - Mièges - Mignovillard - Molpré - Mournans-Charbonny - Nozeroy - Onglières - Plénise - Plénisette - Rix |